# Miss World 1966
| Data:                | 17 listopada 1966                   |
| Kraj:                | Wielka Brytania                     |
| Miasto:              | Londyn                              |
| Gala finałowa:       | Lyceum Theatre                      |
| Liczba uczestniczek: | 51                                  |
| Zwyciężczyni:        | Reita Faria, Indie                  |
| Poprzedniczka:       | Lesley Langley, Wielka Brytania     |
| Następczyni:         | Madeleine Hartog Bel Houghton, Peru |
| -------------------- | ----------------------------------- |

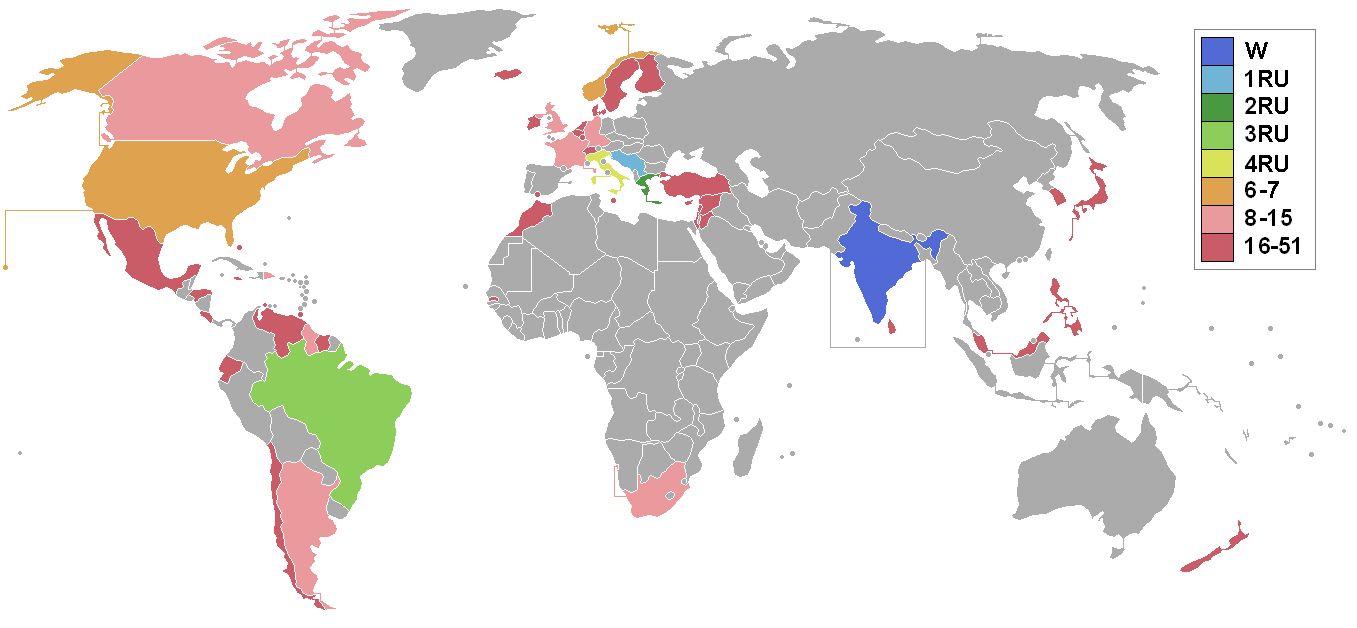
Kraje i terytoria, które wysłały delegacje oraz zajęte miejsce

Miss World 1966 – 16. wybory nowej Miss World. Odbyły się 17 listopada 1966 r. w Lyceum Theatre, w Londynie. Reprezentantka Indii – Reita Faria zdobyła dla swojego kraju pierwszy tytuł Miss World.

## Wyniki
| Wyniki finału   | Uczestniczka/Uczestniczki |
| --------------- | --- |
| Miss World 1966 | - Indie – Reita Faria |
| 1. wicemiss     | - Jugosławia – Nikica Marinovic |
| 2. wicemiss     | - Grecja – Efi Fontini Plumbi |
| 3. wicemiss     | - Brazylia – Marlucci Manvailler Rocha |
| 4. wicemiss     | - Włochy – Gigliola Carbonara |
| Finalistki      | - Norwegia – Birgit Andersen - Stany Zjednoczone – Denice Estelle Blair |
| Półfinalistki   | - Argentyna – Graciela Guardone - Dominikana – Jeanette Dotel Montes de Oca - Francja – Michèle Boulé - Gujana – Umblita Van Sluytman - Kanada – Diane Coulter - RFN – Jutta Danske - Południowa Afryka – Johanna Maud Carter - Wielka Brytania – Jennifer Lowe Summers |

## Uczestniczki
- Argentyna – Graciela Guardone
- Aruba – Reina Patricia Hernandez
- Bahamy – Dorothy Cooper
- Belgia – Mireille de Man
- Brazylia – Marlucci Manvailler Rocha
- Cejlon – Priscilla Martensyn
- Chile – Amelia Galaz
- Cypr – Annoula Alvaliotou
- Dania – Irene Poller Hansen
- Dominikana – Jeanette Dotel Montes de Oca
- Ekwador – Alejandra Vallejo Klaere
- Filipiny – Vivien Lee Austria
- Finlandia – Marita Gellman
- Francja – Michèle Boulé
- Gambia – Oumie Barry
- Gibraltar – Grace Valverde
- Grecja – Efi Fontini Ploumbi
- Gujana – Umblita van Sluytman
- Holandia – Anneke Geerts
- Honduras – Danira Miralda Buines
- Indie – Reita Faria
- Irlandia – Helen McMahon
- Islandia – Audur Hardardóttir
- Izrael – Segula Gohr
- Jamajka – Yvonne Walter
- Japonia – Harumi Kobayashi

- Jordania – Vera Jalil Khamis
- Jugosławia – Nikica Marinovic
- Kanada – Diane Coulter
- Korea Południowa – Chung Eul-sun
- Kostaryka – Sonia Mora
- Liban – Marlene Talih
- Luksemburg – Mariette Sophie Stephano
- Malezja – Merlyn Therese McKelvie
- Malta – Monica Sunnura
- Maroko – Naima Naim
- Meksyk – Maria Cecilia González DuPress
- RFN – Jutta Danske
- Norwegia – Birgit Andersen
- Nowa Zelandia – Heather Gettings
- Południowa Afryka – Johanna Maud Carter
- Stany Zjednoczone – Denice Estelle Blair
- Surinam – Linda Haselhoef
- Syria – Firial Jalal
- Szwajcaria – Janine Solliner
- Szwecja – Gun-Inger Anna Andersson
- Trynidad i Tobago – Diane DeFreitas
- Turcja – Inci Asena
- Wenezuela – Jeannette Kopp Arenas
- Wielka Brytania – Jennifer Lowe Summers
- Włochy – Gigliola Carbonara

## Notatki dot. państw uczestniczących

### Debiuty
- Bahamy
- Dominikana
- Filipiny
- Gujana
- Jugosławia
- Trynidad i Tobago

### Powracające państwa i terytoria
Ostatnio uczestniczące w 1956:
- Szwajcaria

Ostatnio uczestniczące w 1960:
- Norwegia

Ostatnio uczestniczące w 1962:
- Indie

Ostatnio uczestniczące w 1963:
- Chile
- Meksyk

Ostatnio uczestniczące w 1964:
- Aruba
- Turcja

### Państwa i terytoria rezygnujące
- Australia
- Austria
- Boliwia
- Kolumbia
- Liberia
- Peru
- Rodezja
- Tunezja
- Urugwaj

### Państwa nieuczestniczące w konkursie
- Hiszpania – Paquita Torres Pérez (rezygnacja, ponieważ w konkursie uczestniczyła Miss Gibraltaru)
- Nikaragua
- Paragwaj

### Państwa zdyskwalifikowane
- Nigeria – Uzor Okafor (żona Brytyjczyka i matka dwojga dzieci, nie była koronowana w swoim państwie)